# سيتشي ساكي يا
سيتشي ساكي يا (باليابانية: 崎谷 誠一) (1 ديسمبر 1950 في هيروشيما في اليابان – )؛ هو لاعب كرة قدم ياباني سابق كان يلعب كمهاجم. سبق له أن لعب مع منتخب اليابان.

## وصلات خارجية
- سيتشي ساكي يا على موقع ناشيونال فوتبول تيمز (الإنجليزية)

- National Football Teams
- Japan National Football Team Database